# Cyprinotus reptans
Cyprinotus reptans är en kräftdjursart som först beskrevs av Baird 1835.  Cyprinotus reptans ingår i släktet Cyprinotus, och familjen Cyprididae. Arten har ej påträffats i Sverige.